# 27P/Кроммелина
Комета Кроммелина (27P/Crommelin) — короткопериодическая комета типа Галлея, которая была открыта 23 февраля 1818 года французским астрономом Жаном-Луи Понсом в Марсельской обсерватории в ходе рутинного поиска комет. Она была описана как диффузный объект с центральной конденсацией, невидимый невооружённым глазом. В дальнейшем комету переоткрывали ещё дважды в 1873 и в 1928 годах, но официальное название комета получила лишь в 1930 году в честь британского астронома Эндрю Кроммелина, который первым вычислил её орбиту спустя более ста лет после её открытия. Комета обладает довольно длительным периодом обращения вокруг Солнца — чуть более 28,9 лет.

Орбита кометы Кроммелина и её положение в Солнечной системе

## История наблюдений
После открытия Жан-Луи Понс наблюдал комету ещё трижды 24, 26 и 27 февраля, но из-за последовавших двух недель плохой погоды, обнаружить комету повторно так и не смог. На основе этих наблюдений, немецкий астроном Иоганн Энке попытался вычислить орбиту кометы, но из-за крайне короткого периода наблюдений все они приводили к грубым ошибкам и обнаружить комету никак не удавалось. В 1872 году британский астроном Джон Хайнд на основе сходства некоторых орбитальных параметров высказал предположение о том, что комета может являться кометой 3D/Биэлы, но после более критического анализа вынужден был признать ошибочность этой гипотезы. 
Заново комета была открыта 10 ноября 1873 года французским астрономом Жеромом Коджа в Марсельской обсерватории, когда она медленно двигалась по созвездию Геркулеса. Следующей ночью 11 ноября 1873 года независимо от него комету также обнаружил другой французский астроном Фридрихом Виннеке. Наблюдатели отмечали наличие у неё комы до 6 " угловых минут в поперечнике. Хотя комета параллельно наблюдалась сразу в нескольких других обсерваториях, 16 ноября 1873 года она была потеряна. После открытия кометы в 1873 году Э. Вайс и Дж. Р. Хинд предприняли попытки рассчитать орбиту вновь открытой кометы и обнаружили сходство её орбитальных параметров с кометой Понса 1818 года. Многие астрономы пытались объединить эти данные в одну орбиту, но наблюдения 1818 и 1873 годов были слишком грубы, чтобы сделать однозначные выводы об орбите этой кометы. В результате у учёных получились целые наборы возможных орбит с разбросом периодов от 6,2 до 55,8 лет, некоторые из которых ещё и предполагали возможность сближения кометы с Юпитером в марте 1841 года. Всё это вносило большую неопределённость относительно даты возможного возвращения кометы, что привело к потере кометы ещё на несколько десятилетий. 
Получить достаточное количество наблюдений для точного вычисления орбиты кометы удалось лишь после её третьего обнаружения 19 ноября 1928 года южноафриканским астрономом Александром Форбсом. В этот раз была измерена яркость кометы, которая оказалась равной 6,0 m звёздным величинам. Вплоть до 24 декабря за кометой наблюдали почти все крупнейшие обсерватории мира. Полученные данные позволили Кроммелину в феврале 1930 года вычислить точную эллиптическую орбиту новой кометы и связать её с ранее открытыми кометами Понса 1818 года и Коггия — Виннеке 1873 года. Дата перигелия была определена как 4 ноября, а орбитальный период равный 27,9 года.
Возвращение 1956 года стало первым, которое удалось правильно предсказать. Комета была восстановлена 29 сентября в виде диффузного объекта 10,0 m звёздной величины с центральной конденсацией. Максимальной яркости в 7,3 m комета достигла в начале ноября, а последний раз наблюдалась 29 ноября. В следующий раз комета была обнаружена 9 августа 1983 года за несколько месяцев до прохождения перигелия. На тот момент комета имела вид звёздоподобного объекта 20,0 m величины. Максимальной яркости комета достигла в конце февраля — начале марта 1984 года, когда визуальные наблюдатели сообщили о магнитуде 8,2 — 8,5 m и диаметре комы в пределах от 3,5' до 8,0' угловых минут, а также о наличии небольшого хвоста. В XXI веке комета была восстановлена лишь однажды 12 мая 2011 года с видимой магнитудой 18,7 m, максимальной яркости 10,0 m она достигла 3 августа в перигелии.

## Сближение с планетами
В течение XIX—XX веков комета совершила пять сближения с Землёй, три из которых способствовали её обнаружению.
- 0,66 а. е. от Земли 9 марта 1818 года (способствовало первому открытию кометы);
- 0,22 а. е. от Земли 17 ноября 1873 года (способствовало второму открытию кометы);
- 0,47 а. е. от Земли 10 октября 1928 году (способствовало п третьему открытию кометы);
- 0,62 а. е. от Земли 28 сентября 1956 году;
- 0,79 а. е. от Земли 23 марта 1984 году.